# West Anstey
West Anstey – wieś i civil parish w Anglii, w Devon, w dystrykcie North Devon. W 2011 civil parish liczyła 163 mieszkańców.